# Valerianella vesicaria
Valerianella vesicaria är en kaprifolväxtart som först beskrevs av Carl von Linné, och fick sitt nu gällande namn av Conrad Moench. Valerianella vesicaria ingår i släktet klynnen, och familjen kaprifolväxter. Inga underarter finns listade i Catalogue of Life.